# Енсон (округ, Північна Кароліна)
Шаблон:StateAbbr_ 34°58′ пн. ш. 80°06′ зх. д. / 34.97° пн. ш. 80.1° зх. д.
Округ  Енсон (англ. Anson County) — округ (графство) у штаті  Північна Кароліна, США. Ідентифікатор округу 37007.

## Історія
Округ утворений 1750 року.

## Демографія
За даними перепису 
2000 року 
загальне населення округу становило 25275 осіб, зокрема міського населення було 6741, а сільського — 18534.
Серед мешканців округу чоловіків було 12415, а жінок — 12860. В окрузі було 9204 домогосподарства, 6667 родин, які мешкали в 10221 будинках.
Середній розмір родини становив 3,09.
Віковий розподіл населення поданий у таблиці:
| Стать    | До 15 років | 15-21 | 22-29 | 30-39 | 40-49 | 50-65 | 65-85 | Понад 85 |
| -------- | ----------- | ----- | ----- | ----- | ----- | ----- | ----- | -------- |
| Чоловіки | 2667        | 1117  | 1445  | 1986  | 1841  | 1982  | 1249  | 128      |
| Жінки    | 2652        | 1142  | 1180  | 1759  | 1796  | 2067  | 1941  | 323      |

## Виноски
1. ↑  U.S. Decennial Census. United States Census Bureau. Архів оригіналу за 26 квітня 2015. Процитовано 11 січня 2015.
2. ↑  Historical Census Browser. University of Virginia Library. Архів оригіналу за 11 серпня 2012. Процитовано 11 січня 2015.
3. ↑  Forstall, Richard L., ред. (27 березня 1995). Population of Counties by Decennial Census: 1900 to 1990. United States Census Bureau. Архів оригіналу за 3 березня 2015. Процитовано 11 січня 2015.
4. ↑  Census 2000 PHC-T-4. Ranking Tables for Counties: 1990 and 2000 (PDF). United States Census Bureau. 2 квітня 2001. Архів оригіналу (PDF) за 18 грудня 2014. Процитовано 11 січня 2015.
5. ↑  State & County QuickFacts. United States Census Bureau. Архів оригіналу за 7 липня 2006. Процитовано 17 жовтня 2013.(англ.) Наведено за англійською вікіпедією.
6. ↑  American FactFinder. Бюро перепису населення США. Архів оригіналу за 21 травня 2008. Процитовано 31 січня 2008.

| США | Це незавершена стаття з географії США. Ви можете допомогти проєкту, виправивши або дописавши її. |